# Dhaka (Distrikt)
Der Distrikt Dhaka (Bengalisch: ঢাকা জেলা) ist ein Verwaltungsdistrikt im zentralen Bangladesch, der innerhalb der Division Dhaka, der übergeordneten Verwaltungseinheit, liegt. Die im nördlichen Teil des Distrikts liegende Hauptstadt Dhaka ist die Hauptstadt von Bangladesch.
Während Dhaka (Stadtkorporation) nur etwa ein Fünftel der Fläche des Bezirks Dhaka einnimmt, ist es das wirtschaftliche, politische und kulturelle Zentrum des Bezirks und des Landes insgesamt. Der Distrikt Dhaka besteht aus der Stadt (Metropolregion) Dhaka und den Upazilas Keraniganj, Nababganj, Dohar, Savar und Dhamrai.
Der 1463,6 km² große Distrikt grenzt im Norden an die Distrikte Gazipur und Tangail, im Süden an Munshiganj und Rajbari, im Osten an Narayanganj und im Westen an Manikganj. Durch den Distrikt fließen die Flüsse Padma, Kaliganga, Dhaleshwari, Ichamati, Shitalakshya, Buriganga und zahlreiche kleinere Fließgewässer.
Im Distrikt lebten nach der Volkszählung von 2022 ca. 15,2 Millionen Einwohner. Der Distrikt umfasst einen großen Teil der Metropolregion von Dhaka und zählt mit einer Einwohnerdichte von über 10.000 Personen pro Quadratkilometer zu den am dichtesten besiedelten Regionen der Welt.
Der Distrikt Dhaka ist eine Verwaltungseinheit und ist nicht identisch mit dem Ballungsraum Groß-Dhaka (Metropolregion Dhaka), der auch Teile der benachbarten Distrikte einschließt. Zudem umfasst er auch einige ländliche Gebiete.

## Geschichte
Der administrative Distrikt Dhaka wurde im Jahr 1772 gegründet. Urbanisierte Siedlungen in Bereich der heutigen Stadt Dhaka gab es jedoch schon seit dem 7. Jahrhundert. Dhaka entwickelte sich zu einem Wirtschaftszentrum und verzeichnete ein bedeutendes Bevölkerungswachstum, nachdem die Stadt 1608 unter der Herrschaft des Mogulreich gelangte und zur Hauptstadt von Bengalen erhoben wurde. Während der Mogulherrschaft waren die Gebiete, die heute im Distrikt Dhaka liegen, berühmt für ihre Textilproduktion.
1971 wurde Dhaka zur Hauptstadt des neuen Staates Bangladesch, der sich von Pakistan abgespalten hatte. Die urbane Region um Dhaka erlebt seitdem ein rasantes Wachstum und Urbanisierung. Von 1991 bis 2011 verdoppelte sich die Einwohnerzahl von 5,8 Millionen auf 12 Millionen.

## Wirtschaft
Der Distrikt bildet das wichtigste Wirtschaftszentrum in Bangladesch. Die Stadt hat einen großen Anteil an der landesweiten Mittelschicht und ist ein Markt für moderne Konsum- und Luxusgüter. Die Stadt hat historisch eine große Anzahl von Wanderarbeitern angezogen. Die Hälfte der arbeitenden Bevölkerung ist im Haushalt und in unorganisierten Arbeitsverhältnissen beschäftigt. Eine wichtige Rolle spielt die Textilindustrie. Außerhalb der städtischen Regionen spielt die Landwirtschaft eine dominante Rolle.